# IP-védettség
Az IP-védettség (International Protection Marking vagy Ingress Protection Code) jelentése Nemzetközi Védettségjelölés. A műszaki berendezések áramköreit védő tokozás (készülékház) környezeti behatások elleni védettségét jelzik vele. Az IP-besorolást Magyarországon az MSZ EN 60529:2015 „Villamos gyártmányok burkolatai által nyújtott védettségi fokozatok (IP-kód) (IEC 60529:1989)”, nemzetközileg az IEC 60529:1989 szabvány írja le. A védettség mértékét gyakorlati vizsgálatok alapján határozzák meg.

## IP-védettség kódjai
Az első számjegy a szilárd anyagok, a második a vízzel szembeni védelemre, az esetleges harmadik a szilárdságra vonatkozik. A magasabb szám minden esetben magasabb védelmi szintet jelent, pl. IP55 (dőlt betűvel). A védettségi érték hiányát gyakran X betűvel jelzik, de ez nem azt jelenti, hogy nem védett, hanem azt, hogy nem tesztelték. Kiegészítő betűk is lehetségesek. Lehetséges hogy kis képekkel (is) hivatkoznak a védettségre.

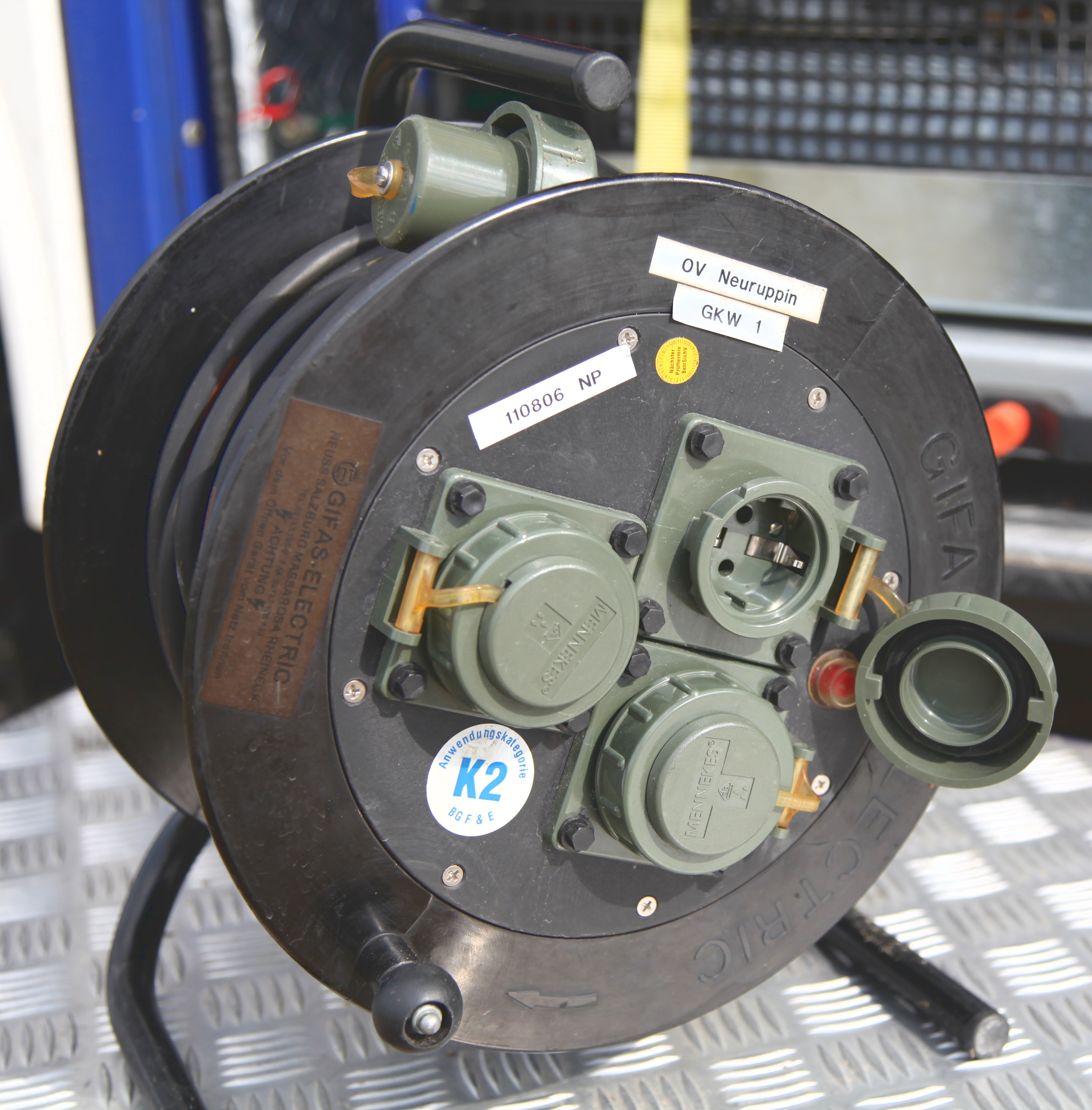
Példa: IP67-es védettségű kábeldob. Megfelelően csatlakoztatva teljesen porvédett, pillanatnyi vízbe merülés sem zavarhatja használatát.

### Szilárd tárgyak szerkezetbe jutása elleni mechanikai védettség
- 0: Nincs védelem
- 1: Nagyméretű szilárd tárgyak ellen védett (>50 mm)
- 2: Közepes méretű szilárd tárgyak ellen védett (>12 mm)
- 3: Kisméretű szilárd tárgyak ellen védett (>2,5 mm)
- 4: Apró méretű szilárd tárgyak ellen védett (>1 mm)
- 5: Por ellen védett (nem károsító mértékű behatolás megengedett)
- 6: Teljes mértékben védett por ellen

### Víz elleni védettség
- 0: Nincs védelem
- 1: Függőlegesen cseppenő víz ellen védett (pl. kicsapódó víz)
- 2: Fröccsenő víz ellen védett (függőlegestől max. 15 fokban)
- 3: Fröccsenő víz ellen védett (függőlegestől max. 60 fokban)
- 4: Fröccsenő víz ellen védett minden irányból (nem károsító mértékű szivárgás megengedett)
- 5: Kisnyomású vízsugár ellen védett minden irányból (nem károsító mértékű szivárgás megengedett)
- 6: Erős vízsugár és vízbe merítés ellen védett (rövid ideig tartó merülés, nem károsító mértékű szivárgás megengedett)
- 7: Vízbe merülés ellen védett korlátozott ideig (0,15–1 m között a gyártó által tesztelt ideig)
- 8: Víz alatt folyamatosan használható (egyedileg a gyártó által meghatározott értékek szerint, általában 1 és 6 méter közötti mélységben a gyártó által tesztelt ideig)
- 9K : Magas nyomású víztömeg, 14-16 liter/perc 10-15 cm-ről magas nyomáson.

### Mechanikai szilárdság
Az IP kódról 2002 óta érvényben lévő EN 62262 nemzetközi szabvány előtt esetlegesen jelölték egy harmadik számjeggyel az adott berendezés mechanikai szilárdságát, vagyis mekkora erőhatást visel el sértetlenül.
- 0: nem védett
- 1: 0,225 joule behatás, ami megfelel 150 g tömegű test ráejtésének 15 cm magasból
- 2: 0,375 joule behatás, ami megfelel 250 g tömegű test ráejtésének 15 cm magasból
- 3: 0,5 joule behatás, ami megfelel 250 g tömegű test ráejtésének 20 cm magasból
- 5: 2 joule behatás, ami megfelel 500 g tömegű test ráejtésének 40 cm magasból
- 7: 6 joule behatás, ami megfelel 1,5 kg tömegű test ráejtésének 40 cm magasból
- 9: 20 joule behatás, ami megfelel 5 kg tömegű test ráejtésének 40 cm magasból

### Kiegészítő betűk
- A: Veszélyes részek nem elérhetőek kézzel.
- B: Veszélyes részek nem elérhetőek ujjal.
- C: Veszélyes részek nem elérhetőek szerszámmal.
- D: Veszélyes részek nem elérhetőek huzallal.
- F: Olaj ellen védett.
- H: Nagyfeszültségű (> 1 kV) készülék.
- M: Vízteszt mozgás közben.
- S: Vízteszt nyugalmi helyzetben.
- W: Adott időjárási viszonyok között használható.
- K: Nyomásvédett, vagyis akár gőzborotvával (80–100 bar erősségű vízsugár) tisztítható (csakis IP69 esetén)

### Tipikus jelölések elektronikai készülékeknél
1. IP65: teljes mértékben védett por ellen, és kisnyomású vízsugár ellen védett minden irányból
2. IP66: teljes mértékben védett por ellen, és erős vízsugár és vízbe merítés ellen védett
3. IP67: teljes mértékben védett por ellen, és vízbe merülés ellen védett korlátozott ideig
4. IP68: teljes mértékben védett por ellen, és víz alatt 1-6 méter mélységben folyamatosan használható a gyártó által tesztelt ideig (de a gyártók ezt egyedileg határozzák meg)
5. IP69: teljes mértékben védett por ellen, és víz alatt maximum 6 méter mélységben folyamatosan használható 1 órán keresztül